# クリストフ・シュリンゲンズィーフ
クリストフ・シュリンゲンズィーフ（Christoph Schlingensief, 1960年10月24日-2010年8月21日）ドイツ、オーバーハウゼン出身の映画監督・舞台演出家・パフォーマンスアーチスト・脚本家。2011年の『ヴェネチア・ビエンナーレ』では制作途中の展示作品が金獅子賞を受賞した。 日本では　カルト映画『ドイツチェーンソー 大量虐殺』で注目され、前衛映画監督として知られる。

## 代表作
- フィルム・ビフォー・フィルム Was geschah wirklich zwischen den Bildern? (1986) 撮影のみ
- ドイツチェーンソー 大量虐殺 Das Deutsche Kettensägen Massaker (1991)
- テロ2000年 集中治療室 Terror 2000 - Intensivstation Deutschland (1992)
- ユナイテッド・トラッシュ United Trash (1996)
- 外国人よ、出て行け！（2000）オーストリアで行なったパフォーマンスの記録